# Melone di Camucia

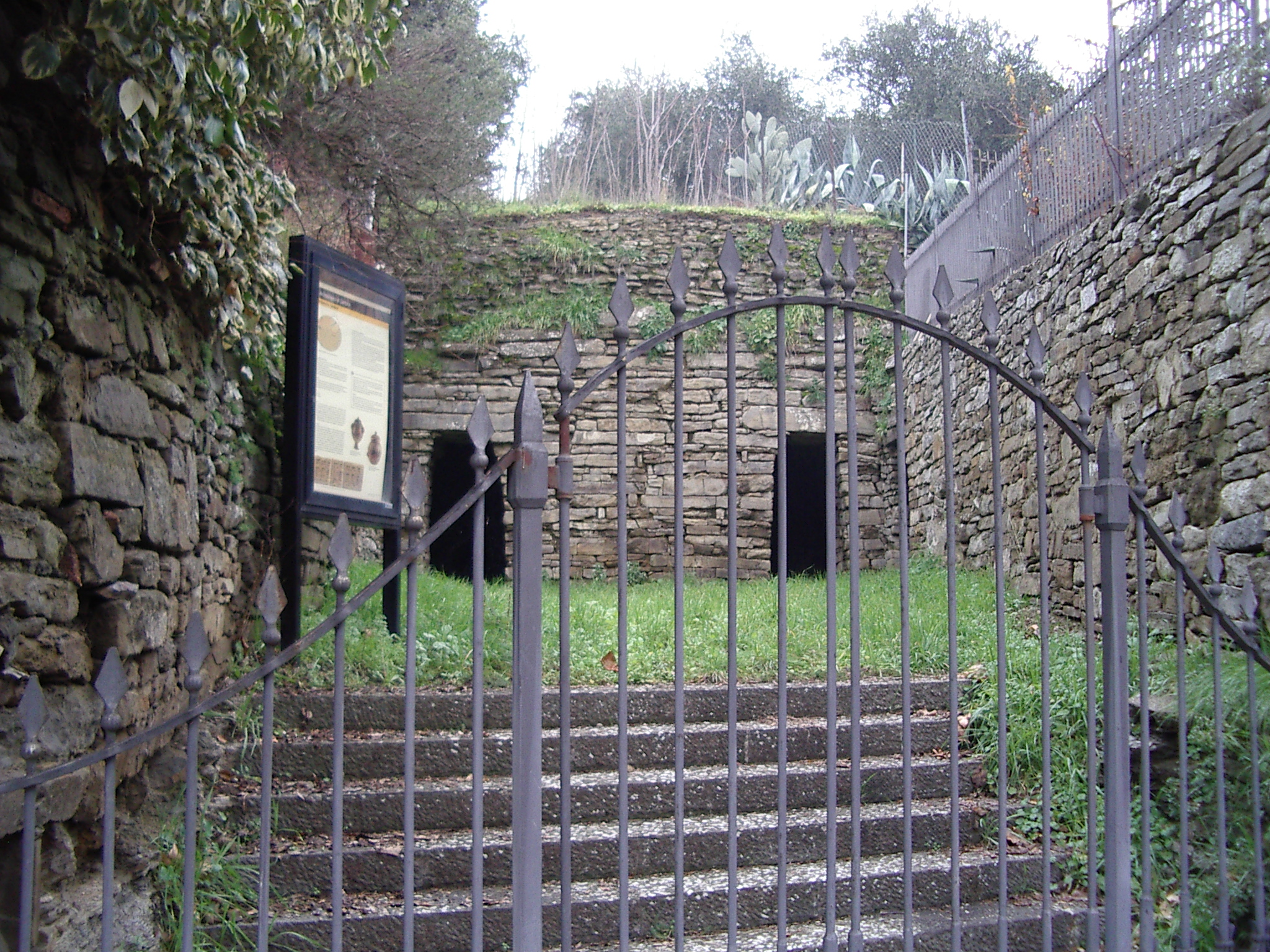
Melone di Camucia, tombe A (via Lauretana), façade actuelle

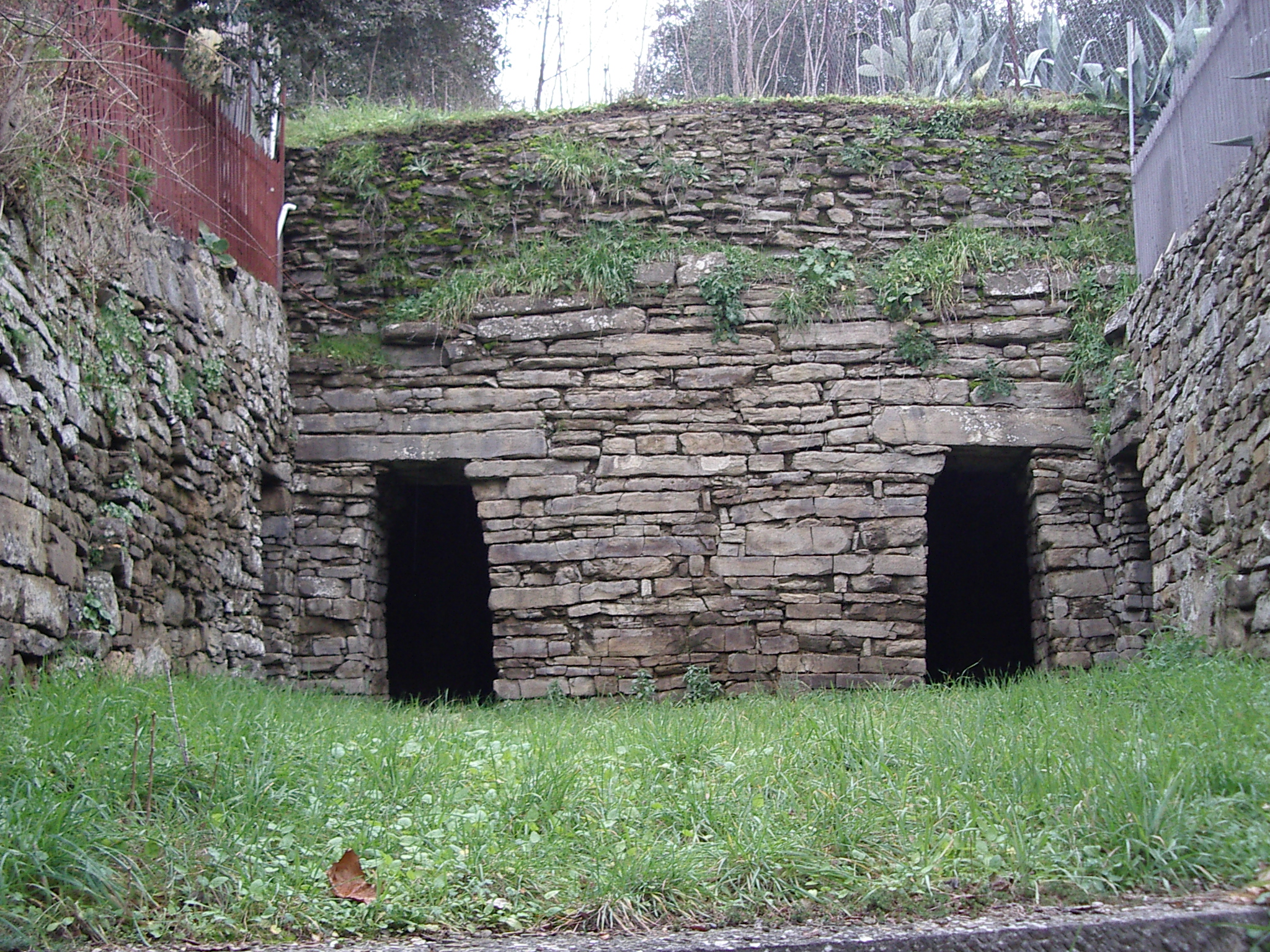
tombe A (via Lauretana)

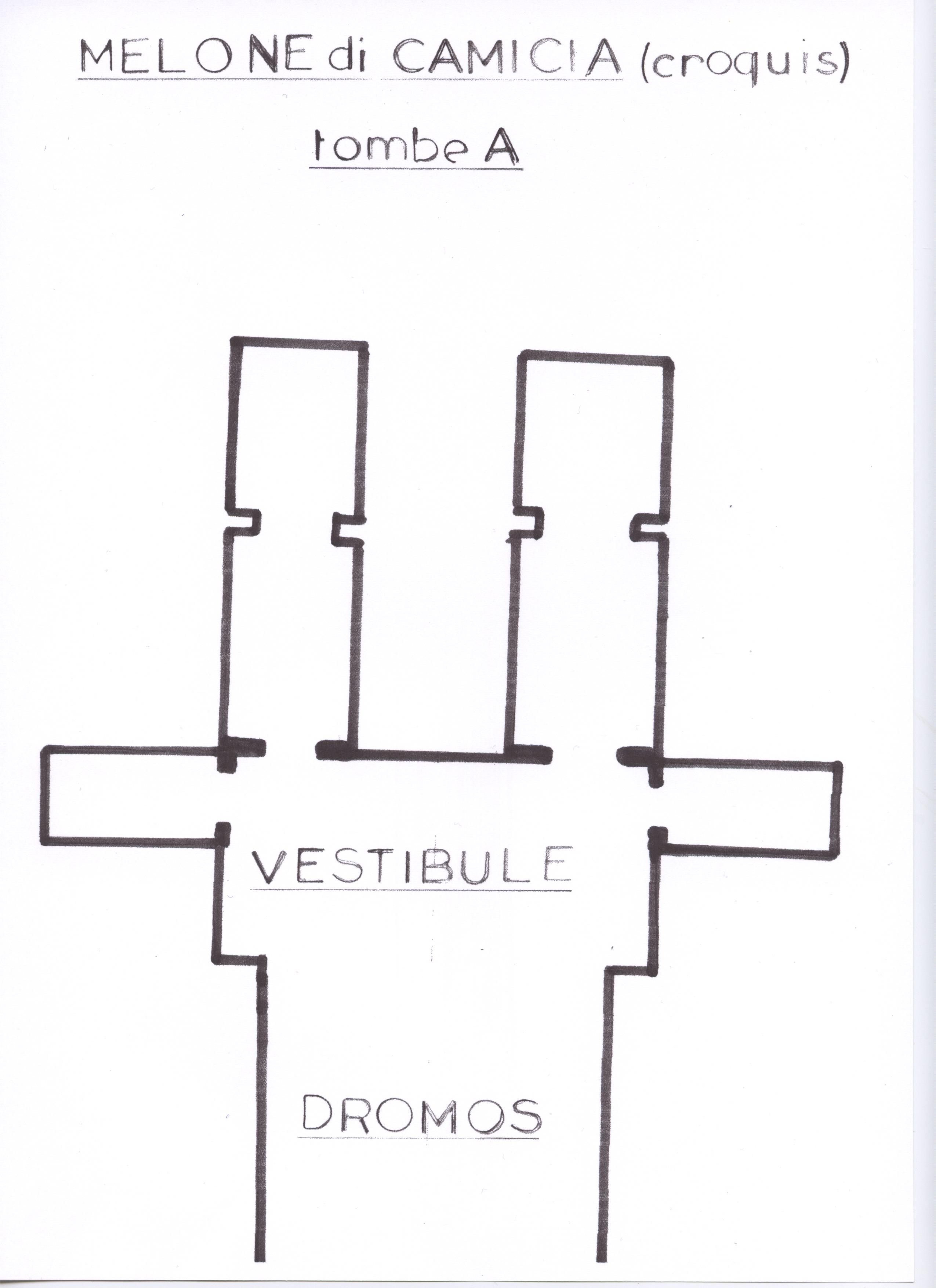
Plan Tombe A du Melone di Camucia (croquis)

Le Melone di Camucia ou Tumolo di Camucia est un tumulus comportant deux tombes étrusques de la fin du VIe siècle av. J.-C., situé dans la frazione de Camucia, près de Cortone, dans la province d'Arezzo, en Toscane (Italie).

## Historique
Le Melone di Camucia, qui date de la période archaïque étrusque, est constitué de deux tombes :
- la tombe A, explorée par Alessandro François en 1842.
- la tombe B, redécouverte en 1964.

## Description
Le Melone di Camucia prend son nom du terme local Melone (melon) dont la forme rappelle sa structure et de Camucia de par sa situation dans la frazione de Camucia, à proximité de la gare ferroviaire. Le tumulus  date du VIe  et du début du  Ve siècle av. J.-C., avec de grandes cloisons de pierre, vestibules et diverses cellules. Il a un diamètre d'environ 70 m, une circonférence de 220 m et une hauteur de 14 m.

### Tombe A (via Lauredana)
La tombe A du tumulus Melone di Camucia  est constitué de deux tombeaux monumentaux a camera précédées par un long dromos commun et voûte à tholos. Les fouilles ont été entreprises par Alessandro François en 1842. Cette tombe principale est située au sud du tumulus. Elle possède un dromos menant à un vaste vestibule avec une petite chambre de chaque côté (2 × 1,30 mètre) et est couverte avec une voûte à tholos. Sur le fond le vestibule mène à deux tombes parallèles parfaitement symétriques chacune constituée de deux chambres. 
Au XIXe siècle ont été mises au jour trois nouvelles chambres de moins bonne facture et d'époque plus récente semblant attester une continuité ou une réutilisation de la nécropole.
Parmi les trouvailles remarquables il faut signaler une urne cinéraire en bronze, en forme de globe sur un haut pied et à triple hanse avec des motifs décoratifs géométriques.Une plaque en pierre constituant le fronton d'une banquette à déposition est gravée d'un bas-relief représentant les images de huit femmes agenouillées dans une posture de lamentation funèbre.
La majeure partie du matériel trouvé dans les trousseaux funéraires (buccheri, vases, céramique étrusco-corinthienne, plat attique à figures rouges, bronzes, fragments d'armes, orfèvrerie) date du VIe siècle av. J.-C.
L'abondance et les caractéristiques du matériel récupéré attestent d'une longue période d'utilisation ou de réutilisation du tumulus depuis le VIe  jusqu'au début du  IIe siècle av. J.-C..

### Tombe B (via Etruria)
La tombe B se trouve dans la partie nord-occidentale du Melone di Camucia et a été redécouverte en 1964 par la Soprintendenza Archeologica della Toscana. Cette tombe est plus récente que la première et possède un couloir et un vestibule central allongé avec six chambres latérales (trois par côté) et une chambre postérieure avec une structure similaire à celle des chambres principales de la Tombe A (la voûte à tholos est écroulée). Le trousseau funèbre de la tombe a été endommagé et pillé par les tombaroli. Il a été possible néanmoins de récupérer des céramiques, buccheri, ivoires et des fragments de sépultures funéraires couvrant une période allant du VIe  au  IVe siècle av. J.-C.
L'ensemble du trousseau est exposé au Musée archéologique national de Florence et au Musée de l'Académie étrusque de Cortone.